# Église Saint-Vital de Lambton
L'Église de Saint-Vital de Lambton est une église de confession catholique romaine située à Lambton au Québec (Canada). Elle fut construite entre 1905 et 1907. 

## Histoire
Les premiers colons canadiens français, venus de Beauceville, enBeauce, par le chemin Lambton, s'établirent près du village actuel. L'église fut érigée entre 1905 et 1907. Beaucoup plus grande et imposante qu’une église de campagne, elle est également remarquable par la qualité des matériaux et par l'architecture impressionnante de son intérieur.

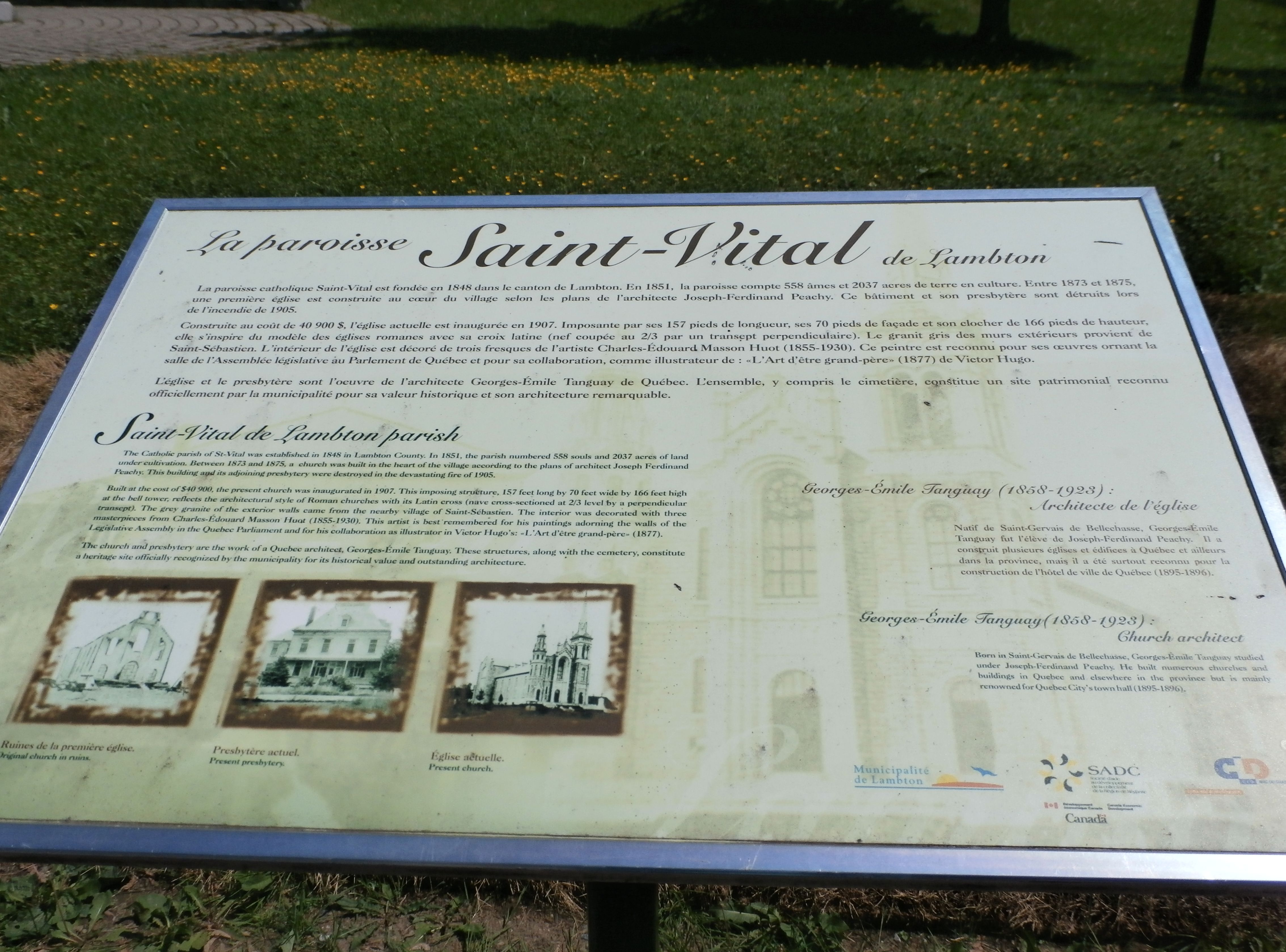
Panneau descriptif de l'église Saint-Vital de Lambton.
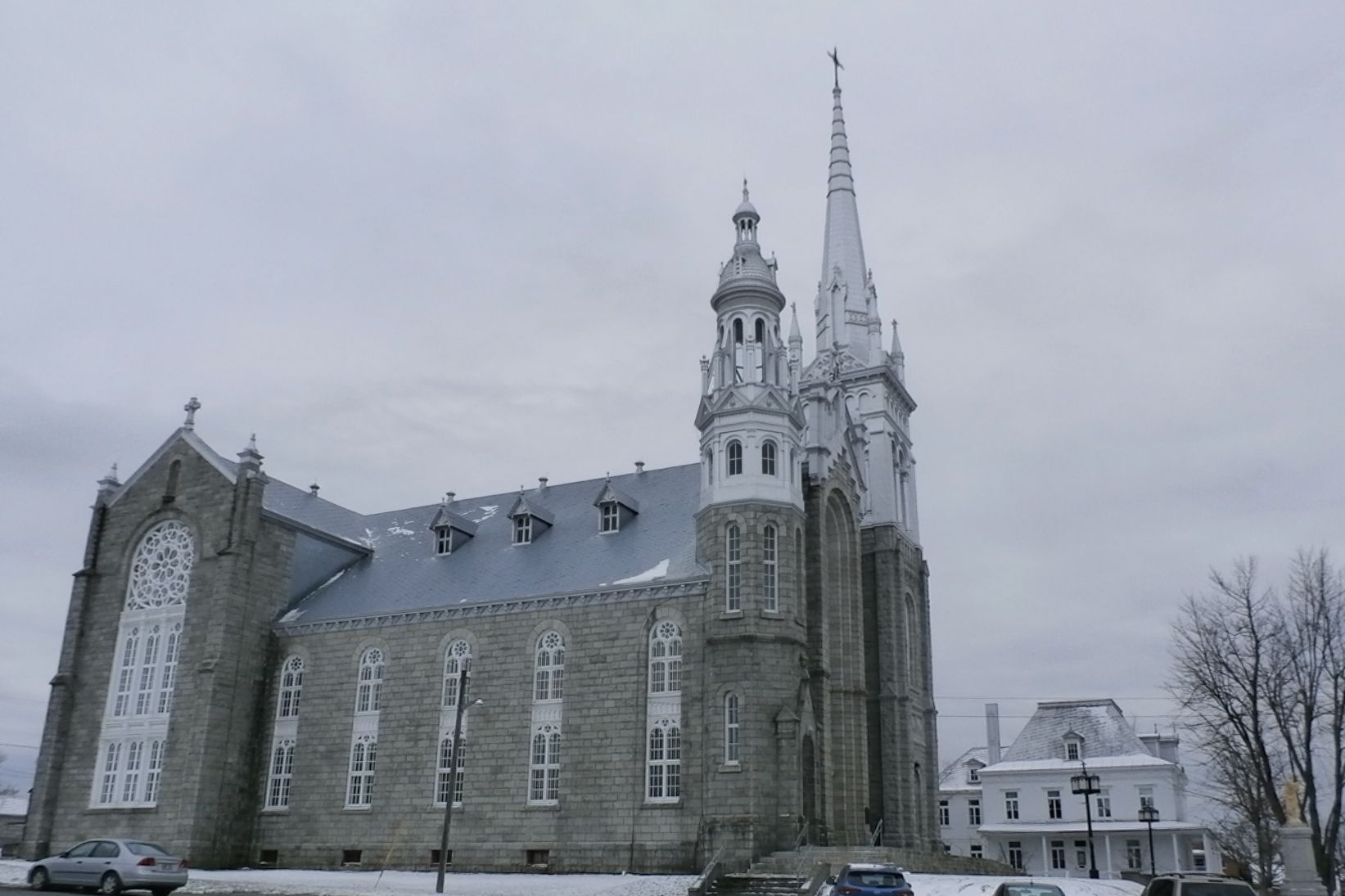
Église Saint-Vital et presbytère à Lambton.
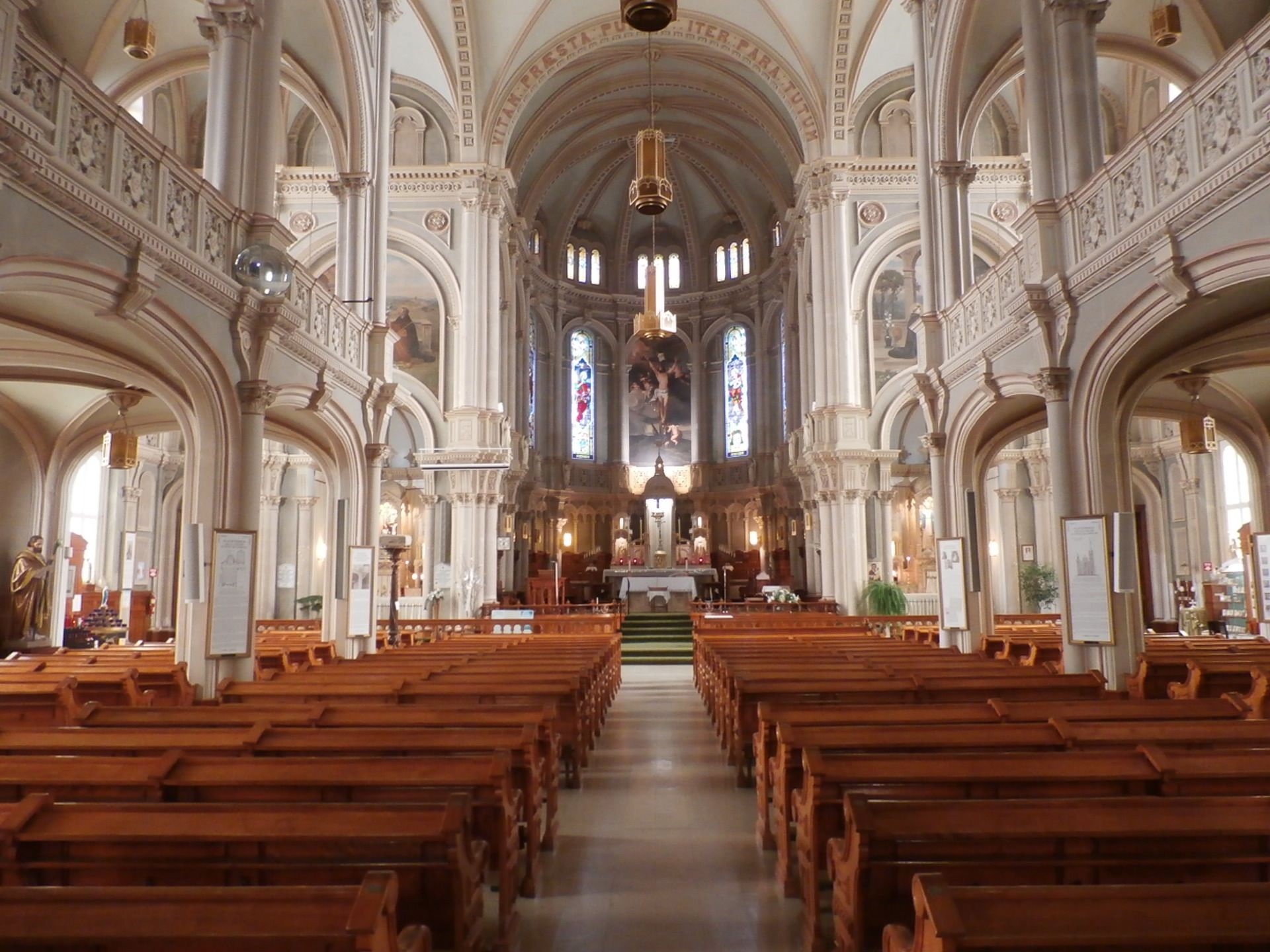
Intérieur de l'église St-Vital de Lambton.
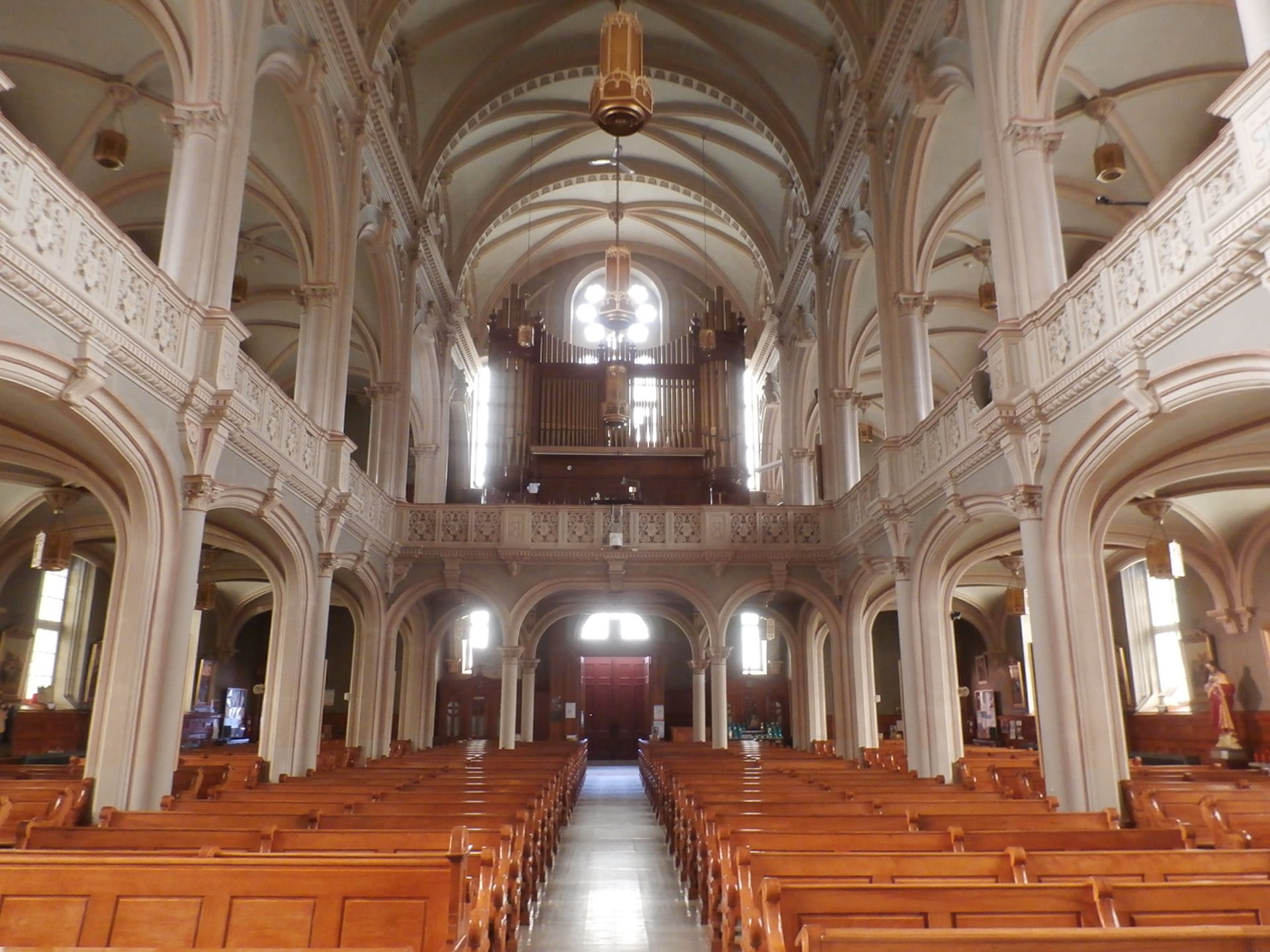
Intérieur de l'église St-Vital de Lambton vers l'arrière.